# غابرييل أفالوس
غابرييل أفالوس (بالإسبانية: Gabriel Ávalos)‏ هو مدرب كرة قدم ولاعب كرة قدم باراغواياني في مركز مهاجم ‏، ولد في 30 نوفمبر 1990 في Edelira ‏ في باراغواي. لعب مع أتلتيكو باتروناتو.

## وصلات خارجية
- غابرييل أفالوس على موقع قاعدة بيانات كرة القدم.إي يو (الإنجليزية)
- غابرييل أفالوس على موقع ناشيونال فوتبول تيمز (الإنجليزية)
- غابرييل أفالوس على موقع Soccerway.com (الإنجليزية)